# Bogdan Kavčič
Bogdan (Bogomir) Kavčič, slovenski sociolog, * 2. april 1939, Podgora, † 2022

## Življenjepis
Kavčič je leta 1962 diplomiral na ljubljanski Filozofski fakulteti iz psihologije sociologije ter 1971 doktoriral iz socioloških znanosti na FSPN v Ljubljani. Od leta 1964 do 1973 je bil zaposlen na Zvezi sindikatov Slovenije, nato do 1976 na VŠOD v Kranju (predhodnici sedanje FOV) in od 1976 do 1991/92 na FSPN, na kateri je nadomestil Veljka Rusa in bil od 1983 redni profesor za sociologijo dela in teorijo organizacij (do 1992). V letih 1985–87 je bil tudi njen dekan. 1987 se je študijsko izpopolnjeval na Japonskem. Po odhodu s fakultete v začetku 90. let se je na Inštitutu za trženje in organizacijo posvetil razvojnemu in svetovalnemu delu ter kot predavatelj sodeloval tudi z Ekonomsko fakulteto UL, kjer je na podiplomskem študju predaval poslovno komuniciranje ter več zasebnimi visokimi šolami oziroma fakultetami. 

## Samostojne publikacije
- Družbeno upravljanje v zdravstvu (z Jožetom Dergancem, 1961
- Poglavja iz sociologije dela (z Marjanom Svetličičem, 1972)
- Hierarchy in Organizations (z drugimi, San Francisco, Washington, London, 1974)
- Hierarhija (s soavtorji, 1975)
- Samoupravljanje v združenem delu (1976)
- Samoupravjna urejenost in gospodarska uspešnost delovne orgnizacije (z Vojkom Antončičem, 1978)
- Poglavja iz sociologije dela (1979)
- Organizacijska povezanost v delovni organizaciji (1984)
- Sociologija dela (1987)
- Strategija in uspešnost (1990)
- Sodobne teorije organizacije (1991)
- Kako se uspešno pogajati (1992)
- Delavci in upravljanje podjetij (1992)
- Spretnost pogajanja (1996)
- Poslovno komuniciranje (1998, dopolnjena izd. 2000/02)
- Očrt poslovnega komuniciranja (2008)
- Organizacijska kultura (2008)
- Medkulturna pogajanja (2009)